# Real del Valle
Real del Valle är en ort i Mexiko.   Den ligger i kommunen Tlajomulco de Zúñiga och delstaten Jalisco, i den centrala delen av landet, 500 km väster om huvudstaden Mexico City. Real del Valle ligger 1 533 meter över havet och antalet invånare är 13 949.
Terrängen runt Real del Valle är platt österut, men västerut är den kuperad. Runt Real del Valle är det tätbefolkat, med 266 invånare per kvadratkilometer. Närmaste större samhälle är Guadalajara, 13,7 km norr om Real del Valle. Omgivningarna runt Real del Valle är en mosaik av jordbruksmark och naturlig växtlighet.